# Joan Lestor
Joan Lestor, baronne Lestor d'Eccles (13 novembre 1931 - 27 mars 1998) est une femme politique travailliste britannique.

## Jeunesse
Lestor fait ses études à la Blaenavon Secondary School, Monmouth ; William Morris High School, Walthamstow et l'Université de Londres. Elle devient professeur d'école maternelle et membre du Parti socialiste de Grande-Bretagne, mais quitte ce dernier à cause de la controverse de Turner. Elle devient conseillère en 1958 dans le Metropolitan Borough of Wandsworth et plus tard dans le London Borough of Wandsworth. Elle siège au London County Council, perdant à Lewisham West aux élections de 1961, mais remportant une élection partielle pour représenter Wandsworth Central de 1962 à 1964.

## Carrière parlementaire
Lestor se présente à Lewisham West en 1964 et est élue députée d'Eton et Slough en 1966.
Elle est brièvement ministre junior de 1969 à 1970 avec la responsabilité de l'enseignement maternel. En mars 1974, elle est sous-secrétaire d'État aux affaires étrangères et du Commonwealth et en juin 1975 revient à l'éducation en tant que sous-secrétaire d'État à l'éducation et à la science. En mars 1976, elle démissionne en raison de réductions de budgets.
Lestor est l'un des rédacteurs fondateurs du mensuel antifasciste Searchlight, bien que ce magazine n'ait qu'un lien ténu avec la publication actuelle.
Après des changements de frontières en 1983, Lestor se présente dans la nouvelle circonscription de Slough mais est battue par le candidat conservateur John Watts. Neil Kinnock, qui est chef du parti travailliste peu de temps après les élections, se dit "navré" par la défaite de Lestor. Lestor blâme le SDP pour sa défaite. N'étant plus députée, Lestor travaille pour le World Development Movement, faisant campagne pour la Protection de l'enfance et mettant en place une unité chargée d'enquêter sur la maltraitance des enfants, notamment les abus sexuels, un domaine négligé par les dirigeants traditionnels à l'époque.
Elle est réélue pour Eccles en 1987 et occupe ce siège jusqu'en 1997. Elle sert dans le cabinet fantôme entre 1989 et 1996, tout d'abord en tant que porte-parole fantôme pour les enfants et les familles, puis comme ministre fantôme du développement outre-mer. Elle démissionne le 25 juillet 1996 après avoir annoncé qu'elle ne souhaitait pas se représenter aux prochaines élections.
Le 4 juin 1997, Lestor est créée pair à vie en tant que baronne Lestor d'Eccles, de Tooting Bec dans le Borough londonien de Wandsworth,  neuf mois avant sa mort d'une maladie de motoneurone.